# Aeródromo El Rosario
El Aeródromo El Rosario (OACI: SCRS) es un terminal aéreo ubicado a 17 kilómetros al este de Cartagena, Provincia de San Antonio, Región de Valparaíso, Chile. Es de propiedad privada.